# Улица СибНИИСХоз
СибНИИСХо́з — улица в Омске, получившая своё название по находящемуся на ней институту (СибНИИСХоз — Сибирский научно-исследовательский институт сельского хозяйства). Является основной улицей микрорайона СибНИИСХоз, в который также входит пр. Королёва, ул. 1-я Пригородная, Башенный пер. и др.

## История
Осенью 1828 года были заложены поля опытного хутора Сибирского линейного казачьего войска. Это было первое в Сибири и одно из первых в России опытных хозяйств.
По приказу генерал-губернатора Западной Сибири И. А. Вельяминова хутор стал поселением, в котором занимались сельскохозяйственной деятельностью с научными целями.
25 сентября 1933 года был создан Сибирский научно-исследовательский институт сельского хозяйства, ставший центром агротехнической культуры Сибири. Работников СибНИИСХоза расселяют в двухэтажные дома, построенные вдоль улицы, получившей своё название благодаря институту.
Со временем институт превращается в комплексное сельскохозяйственное научное учреждение Сибири. Исследования ведут специалисты в соответствии с федеральными программами. Институт принимает участие в конкурсных проектах Министерства науки России. Работники получают более просторные квартиры в городке Нефтяников. СибНИИСХоз разрастается. Основные постройки находятся на участках, отдалённых от самой улицы. Таким образом возникает микрорайон (посёлок) СибНИИСХоз.
На самой улице остаётся ряд зданий и сооружений, представляющих историческую значимость. Построенные в начале XX века, они причислены к памятникам культуры регионального значения.

### Историческая застройка
Некоторые дома на улице СибНИИСХоз представляют историческую ценность, но, в связи с тем, что не находились под охраной государства, были частично уничтожены в годы перестройки. В частности, был разобран «Склад семян» СибНИИСХоза, здание, простоявшее с начала XX века и признанное историческим памятником.
В другом здании-памятнике размещался склад ядохимикатов, что в настоящее время делает невозможным его дальнейшее использование.
В настоящее время на территории улицы СибНИИСХоз находятся следующие сооружения, находящиеся под охраной государства:
- Здание склада, построенное в 1914 году (СибНИИСХоз, 5а)
- Водонапорная башня, 1913 год (в середине 1990-х гг. башня была передана в пользование омской ГТРК «Антенна-7» под телепередающую станцию. Башня подверглась существенному ремонту, но внешний вид и историческая достоверность были сохранены)[6]
- Здание склада семян, нач. XX в. (не используется)
- Жилой дом, 1914 год.

## Улица СибНИИСХоз сегодня
На территории микрорайона сохранились лесопарковые насаждения, в которых незаконно вырубаются деревья. Сюда в зимнее время приезжают любители покататься на лыжах со всего Омска.
Жители улицы, обеспокоенные тем, что зелёные насаждения постепенно редеют, неоднократно обращались за помощью в администрацию. При этом вырубка производится не только частными лицами, которые уничтожают редкие породы деревьев, пуская их на дрова, но и капитальными застройщиками. Строительство армяно-григорианской апостольской церкви, под которую планировалось отвести площадку рядом с улицей СибНИИСХоз, вызвало протест местных жителей. Участок удалось отстоять, и КТОС СибНИИСХоз, как наиболее активный в городе, намерен и дальше действовать также активно, защищая свои территории.
Долгое время улица СибНИИСХоз была «на отшибе», администрация практически не обращала внимания на жалобы её обитателей, занимаясь проблемами центральных улиц. Здесь, как, впрочем, и на многих других окраинных улицах городка Нефтяников, отсутствовали адресные указатели. Проезжая часть находилась в аварийном состоянии. В 1999 году пьяный водитель, не справившись с управлением автомобиля, нанёс существенные повреждения теплотрассе, из-за чего на время была прекращена подача теплоснабжения.
Кроме того, улица большей частью заселена малообеспеченными гражданами. Из-за удалённости от центра города и особенностей территории (глухие закоулки, лесопосадки), улица часто упоминалась в криминальных хрониках. В частности, скандальную известность приобрела история о так называемой «Банде волчат» (группа подростков, проживавших на улице СибНИИСХоз, нападала на прохожих, зверски избивая и присваивая их имущество).
В последние годы улицу СибНИИСХоз начали облагораживать. Восстановлена линия наружного освещения.
Ведётся ремонт дорожного полотна.
В пристроенном помещении к жилому дому (ул. СибНИИСХоз, № 4) организована секция кикбоксинга (кикбоксинг клуб «Сибирский медведь»), на сегодняшний день одна из сильнейших в Омске. Среди спортсменов клуба — многократные чемпионы, обладатели кубков России, Европы и мира.
Улучшилась и криминальная картина. В последнее время отмечаются только случаи мелкого хулиганства и нарушения общественного порядка.

## Здания и сооружения
- СибНИИСХоз, 1 — 3 — Жилые дома
- СибНИИСХоз, 3/1 — Детский сад № 4
- СибНИИСХоз, 3/2 — Гимназия № 9
- СибНИИСХоз, 4 — Жилой дом с административным помещением: Кикбоксинг клуб «Сибирский медведь», «Колосок»
- СибНИИСХоз, 5 — Жилой дом с центром отдыха "Околица" и Камерным музеем Второй мировой войны
- СибНИИСХоз, 5а — Административное здание (бывший Участковый пункт милиции Первомайского УВД по САО г. Омска)
- СибНИИСХоз, 6 — 11 — Жилые дома
- СибНИИСХоз, 12а — Административное здание
- СибНИИСХоз, 15 — 36 — Жилые дома
- СибНИИСХоз, 39 — Сауна
- СибНИИСХоз, 40 — СТО